# Mullá Husayn
Mullá Husayn-i-Bushru'i (1813–1849) (Arabisch: ملا حسين البشروئي), getiteld Janáb-i-Bábu'l-Báb (Poort van de Poort), was de eerste Letter van de Levende in de Bábí-beweging.
Hij was negen jaar leerling van Sayyid Kazim Rashti en vijf jaar een volgeling van de Báb. Hij stierf in de Slag van Fort Tabarsi, op 2 februari 1849.
Zijn titel van Bábu'l-Báb kreeg hij van de Báb.